# Luant
Luant és un municipi francès, situat al departament de l'Indre i a la regió de Centre – Vall del Loira. L'any 2007 tenia 1.355 habitants.

## Demografia

### Població
El 2007 la població de fet de Luant era de 1.355 persones. Hi havia 537 famílies, de les quals 123 eren unipersonals (44 homes vivint sols i 79 dones vivint soles), 203 parelles sense fills, 207 parelles amb fills i 4 famílies monoparentals amb fills.
La població ha evolucionat segons el següent gràfic:
Habitants censats

### Habitatges
El 2007 hi havia 593 habitatges, 536 eren l'habitatge principal de la família, 19 eren segones residències i 38 estaven desocupats. 582 eren cases i 10 eren apartaments. Dels 536 habitatges principals, 455 estaven ocupats pels seus propietaris, 76 estaven llogats i ocupats pels llogaters i 5 estaven cedits a títol gratuït; 4 tenien una cambra, 28 en tenien dues, 55 en tenien tres, 164 en tenien quatre i 286 en tenien cinc o més. 430 habitatges disposaven pel capbaix d'una plaça de pàrquing. A 163 habitatges hi havia un automòbil i a 335 n'hi havia dos o més.

### Piràmide de població
La piràmide de població per edats i sexe el 2009 era:
| Homes | Edats   | Dones |
| ----- | ------- | ----- |
| 0     | 95 o +  | 4     |
| 4     | 90 a 94 | 4     |
| 8     | 85 a 89 | 8     |
| 8     | 80 a 84 | 4     |
| 16    | 75 a 79 | 28    |
| 16    | 70 a 74 | 32    |
| 12    | 65 a 69 | 24    |
| 20    | 60 a 64 | 12    |
| 24    | 55 a 59 | 28    |
| 56    | 50 a 54 | 44    |
| 68    | 45 a 49 | 52    |
| 68    | 40 a 44 | 56    |
| 64    | 35 a 39 | 64    |
| 52    | 30 a 34 | 44    |
| 28    | 25 a 29 | 24    |
| 36    | 20 a 24 | 20    |
| 68    | 15 a 19 | 40    |
| 36    | 10 a 14 | 40    |
| 64    | 5 a 9   | 40    |
| 28    | 0 a 4   | 36    |

## Economia
El 2007 la població en edat de treballar era de 934 persones, 721 eren actives i 213 eren inactives. De les 721 persones actives 690 estaven ocupades (354 homes i 336 dones) i 33 estaven aturades (11 homes i 22 dones). De les 213 persones inactives 89 estaven jubilades, 75 estaven estudiant i 49 estaven classificades com a «altres inactius».

### Ingressos
El 2009 a Luant hi havia 550 unitats fiscals que integraven 1.415,5 persones, la mediana anual d'ingressos fiscals per persona era de 19.304 €.

### Activitats econòmiques
Dels 50 establiments que hi havia el 2007, 1 era d'una empresa extractiva, 1 d'una empresa alimentària, 2 d'empreses de fabricació d'altres productes industrials, 12 d'empreses de construcció, 5 d'empreses de comerç i reparació d'automòbils, 5 d'empreses de transport, 3 d'empreses d'hostatgeria i restauració, 1 d'una empresa d'informació i comunicació, 2 d'empreses financeres, 8 d'empreses de serveis, 4 d'entitats de l'administració pública i 6 d'empreses classificades com a «altres activitats de serveis».
Dels 21 establiments de servei als particulars que hi havia el 2009, 1 era una oficina de correu, 1 una oficina bancària, 1 paleta, 5 guixaires pintors, 4 fusteries, 1 lampisteria, 2 electricistes, 4 perruqueries i 2 restaurants.
L'únic establiment comercial que hi havia el 2009 era una fleca.
L'any 2000 a Luant hi havia 24 explotacions agrícoles que ocupaven un total de 1.400 hectàrees.

## Equipaments sanitaris i escolars
El 2009 hi havia una escola elemental.

## Poblacions més properes
El següent diagrama mostra les poblacions més properes.